# 竜樹諒
竜樹 諒（たつき りょう、1954年〈昭和29年〉12月2日 - ）は、日本の漫画家。女性。神奈川県出身、横浜市在住。別名義に「たつき 諒」がある。

## 来歴
1954年（昭和29年）12月2日、神奈川県で生まれる。
高校生（17歳）のとき交通事故に遭ったことで、卒業後「家でできて、生きた証を残せ、顔を出さずに済む仕事」として漫画家を志す。それから出版社への作品原稿の持ち込みを始め、他の漫画家のアシスタントとして描き続けた。その後、『花とゆめ』（白泉社）での受賞が決まっていたが、秋田書店の編集者からスカウトされ、1975年（昭和50年）6月6日刊行『月刊プリンセス 1975年7月号』（通巻 第7号、秋田書店）掲載の読み切り『郷ひろみ物語』にて20歳で漫画家デビューを果たした。以降『人形物語 ドールストーリー』をはじめ多数の作品を発表している。
漫画制作のために記していたアイデアノートをさらに拡大し、1978年（昭和53年）ごろから睡眠中の夢の内容を記録し始める。1985年（昭和60年）からは一冊のノートに『夢の記録』と題した夢日記を絵と文章で記述してきた。これがのちの“予言漫画”(cf. ) へと繋がっている。
1982年（昭和57年）、公式ファンクラブが発足し、クラブ会報誌『クラッシュ』を創刊。
青年誌などでルビが付かないことから、1990年（平成2年）ごろから「たつき諒」名義を多用し始める。
1998年（平成10年）9月、作品『白い手』の発表を最後に充電として休業し、1999年（平成11年）に44歳で漫画家を一旦引退した。
後述する単行本『私が見た未来』が世間的に話題となる前、2011年（平成23年）から「たつき諒」を名乗る偽者がSNSなどで散見されていたが、2020年（令和2年）頃を境に「不思議探偵社」のウェブサイトにて悪質極まる成り済ましが現れた。当該人物は出版社へも働きかけ、2021年（令和3年）3月26日発売の週刊誌『FRIDAY 2021年4月9日号』（講談社）に「東日本大震災を的確に当てた「予言漫画」次のXデー」「『私が見た未来』の作者が緊急警鐘！幻の”予言漫画”に描かれた衝撃の未来」と題したインタビュー記事を掲載させた。また同年6月9日発売の月刊誌『ムー 2021年7月号』（ワン・パブリッシング）へも「漫画家「たつき諒」が富士山噴火を警告!!」と題した記事を掲載させる暴挙に出た。さらに、飛鳥新社から『私が見た未来』の復刻版を同年7月に出版するよう画策していた。
同時期、たつき本人のもとへ、親戚（甥・姪）から「（たつき諒が）マスコミで話題になっている」との連絡が入る。これに対し、たつきはただちに飛鳥新社と連絡を取り、たつきに成りすました者の進める復刻版発行を中止させた。
その後、この企画を一度白紙に戻し、本人承認のもと新たに予言の解説など改訂を施した『私が見た未来 完全版』を同年10月に発刊した。
2022年（令和4年）3月、67歳にして新たな漫画単行本を発刊。同書には、過去の絶版作品のほか書き下ろし漫画も掲載され、作家活動の再開が確認された。

## 単行本『私が見た未来』
1999年（平成11年）7月、「たつき諒」名義で作品集である漫画単行本『私が見た未来』（朝日ソノラマ）が刊行された。同書は、1996年（平成8年）初出の表題作をはじめ、1994年（平成6年）から1998年（平成10年）にかけ雑誌『ほんとにあった怖い話』（朝日ソノラマ）および『恐怖体験』（スコラ）に掲載された漫画をまとめて所収している。
たつきは単行本『私が見た未来』の発売年に引退したが、同書の表紙絵に「大災害は2011年3月」との一文が入っていたことから、2011年（平成23年）3月11日の東日本大震災発生時、「今回の大震災を予言していた漫画がある」として耳目を集めた。当該文は、単行本表紙に6枚描かれている「夢日記・夢の記録」の中の1枚だが、この夢に関する記述は漫画本編には一切登場しない。他の5枚の記述においても的中した予言は特に見当たらない。
この表紙絵が話題となった当時、絶版となっていた本書は極めて入手困難状態となる。そのため、古本に10万円以上の高値が付き、一時は50万円まで高騰した。さらに、前述した「たつき諒」の成りすましアカウントが独自の予言を流布してブームを煽ったため、復刻を望む声が高まった。これを受け、2021年（令和3年）10月2日、復刻・改訂版となる『私が見た未来 完全版』（飛鳥新社）を本人監修のもとで発売。同書で「大災害は2011年3月」の文章については、締切当日の夢に登場した日付であり、重要な意味があると思ったので入れることにしたものと説明されている。また2022年（令和4年）3月発売の『たつき諒選集1 怪奇(Mystery)』にて、書き下ろし漫画による解説がなされた。 
たつきは1970年代より睡眠時に見た夢の記憶を記録した夢日記を書き続けており、これらを漫画の題材とした。その内容は時に予知夢と捉えられるものもあり、単行本『私が見た未来』および、復刻版『私が見た未来 完全版』の内容にも、それらの内容が盛り込まれている。
たつきはこれらの著書を通じて2025年（令和7年）7月に発生する大災難として「震源地らしき海底がボコンと盛り上がる様子」を夢に見たとしており、「昔マンガに描いた夏の津波の夢は、実は東日本大震災ではなくこのことなのかな、と思いました。東日本大震災の3倍はあろうかという大津波でしたから」と2021年のインタビューで語っている（マンガに描かれた夢では人物が夏服であった）。この『完全版』の本文中にて、件の災難が日本とフィリピンの中間あたりを発生源に起こること・両国や台湾に津波が押し寄せる光景を夢で見たことが書かれているが、日付については2025年7月とのみなっている。作者あとがきでは「夢を見た日が実現化するならば、次にくる大災難の日は「2025年7月5日」」と、具体的な日付も明記されている。これについて、『完全版』中の夢日記の写しのイラストに、夢を見た日付が「2021年7月5日4：18AM」となっていることから混同が起きた可能性を指摘する声もある。
注目を集めた『私が見た未来 完全版』は、発売からわずか1か月半で40万部を売り上げるベストセラーとなった。同書は、2022年上半期ベストセラーにもランクインして総合第6位となり（日本出版販売調べ）、販売部数は56万部を突破。『NHKニュース おはよう日本』（2022年6月1日放送回）をはじめとする数多くのテレビ番組でも紹介され、大きな反響を呼んだ。

### 2025年の動き
2025年、予言された「2025年7月の大災難」の時期が近づいたことで再び本作が話題に上るようになった。5月23日には出版元の飛鳥新社が『私が見た未来 完全版』の国内累計発行部数が電子版を含めて100万部を突破したと発表した。
香港では現地のインフルエンサーが中国語(広東語)版を紹介したことをきっかけに、「2025年7月に日本で大地震が発生する」との噂が拡散。その影響で既に4月には香港で現実に日本への観光客が大幅に減少し、航空会社が日本行きの減便を余儀なくされていると報道された。同様に台湾でも、現地メディアにより「7月に日本で大災害が発生する」との噂がネット上で広まっていると報じられた。
これらに対して、気象庁の野村竜一長官は2025年6月13日の定例記者会見の中で「現代の科学では具体的な日時と場所、大きさを特定した地震予知は不可能である」とし、噂については「デマと考えられるので心配する必要は一切ない」とのコメントを述べた。
飛鳥新社も「当社が出版する『私が見た未来』は、著者が見た予知夢に基づく内容であり、決して皆様にいたずらに不安をあおることを意図しているものではありません」との声明を出しているほか、たつきも毎日新聞の取材に対して、「（予知夢による災害予言に関して）過度に振り回されないように、専門家の意見を参考に、適切に行動していただくことが大事であると思います」とのコメントを寄せている。先述の『完全版』後書きにある「2025年7月5日」については、2025年6月に発売した自伝『天使の遺言』の中で、「言った覚えはあるが急ピッチの作業で書かれてしまった」「夢を見た日＝何かが起きる日というわけではない」と語っている。
本予言をモチーフにした都市伝説ホラー映画『2025年7月5日午前4時18分』（監督：古川大晃、主演：小栗有以（AKB48））が、2025年6月27日に公開された。たつきや飛鳥新社は同作品への制作協力やタイアップなどは行っていない旨の声明を出している。

### 「予言」の顛末
前述の通り「2011年3月に津波が来る」以外は漫画や「夢日記」と一致する部分はみられていないが、そもそも大地震の年と月のみを当てるのは(宝くじの1等を当てるような)天文学的に困難なものではなく、100年に1度でも1200分の1となる。阪神大震災が起きた翌月(1995年2月)から能登半島地震が起きた前月(2024年1月)までを対象にしても丁度29年(のべ348ヶ月)となり、1年の特定の日を当てるより低い確率となる。 
2025年7月も2025年カムチャツカ半島地震のような津波を案じた避難こそすれ実際には日本への波及が極めて少なかった災害、トカラ列島群発地震 (2025年)のように小規模ながら現地の住民が避難の憂き目に遭った地震こそあったものの、予言された「日本とフィリピンの中間地点での海底爆発を震源とした地震」と「太平洋沿岸広範囲を襲う東日本大震災の3倍規模の津波」といった、日本全土を襲うパニック映画のような大災害は発生しなかった。
なお、2025年7月4日にはこの“予言”による経済損失は5600億円規模との試算が報道されている。日本政府観光局（JNTO）が同年8月に発表した7月の訪日外国人客数によると、香港や韓国などのアジア圏（中国本土・台湾除く）からの訪日外客数が前年同月比で減少したことが報告された。

## 人物
血液型はO型。趣味は旅行。

## 作品
1999年（平成11年）までの作品数は、99本ある。

### 連載
- 時の中の少女（秋田書店『月刊プリンセス』1980年5月号[44] - 1980年7月号）

### 読み切り
- 郷ひろみ物語（『月刊プリンセス』1975年7月号[6]） - デビュー作。1975年（昭和50年）6月6日刊行。
- ふたりのわたし（『月刊プリンセス』1975年夏休み大増刊号）
- 冬の花（『月刊プリンセス』1976年お正月大増刊号）
- ザ・タカラヅカ とおい灯（『別冊ビバプリンセス』1976年4月25日 SPRING創刊号）[45]
- 哀愁（『別冊ビバプリンセス』1976年8月25日 SUMMER号）
- そよ風のバラード（『別冊ビバプリンセス』1976年10月25日 AUTUMN号）
- ハローレディー（『月刊プリンセス』1977年2月号）
- フランクリン・カウンティの誇り（『別冊ビバプリンセス』1977年4月25日 SPRING号）
- 水中天国（サンリオ『リリカ』1977年6月号No.8）[46]
- まわる花時計（『月刊プリンセス』1977年7月号）
- 夏の夜の怪奇夜話 ミッドナイト・ストーリー（『別冊ビバプリンセス』1977年8月25日 SUMMER号）
- しんでぇれらぁ（『ボニータ(プリンセス増刊号)』1978年夏の増刊号）
- カンバーランドの館（『別冊ビバプリンセス』1978年8月25日 SUMMER号）
- コンサート（『別冊ビバプリンセス』1978年10月25日 AUTUMN号）
- グッド・ラック・ツー・ユー（『別冊ビバプリンセス』1979年1月25日 WINTER号）
- 愛情物語（サン出版『JUNE』1979年5月号）
- 夏休みが来るまえに（『プリンセスGOLD(プリンセス増刊号)』1979年5月初夏の増刊号）
- 少女の花（『別冊ビバプリンセス』1979年8月25日 SUMMER号）
- アメリカン・キックオフ（『月刊プリンセス』1979年10月号）
- 時計物語（『別冊ビバプリンセス』1979年10月25日 AUTUMN号）
- 人形物語 ドールストーリー（『月刊プリンセス』1979年12月号）
- ラジカル・ジョーク（『月刊プリンセス』1980年1月号）
- 星のメルヘン（『月刊プリンセス』1980年3月号）
- クリスタルギャザー（『別冊ビバプリンセス』1980年4月25日 SPRING号）
- 時の中の少女（『月刊プリンセス』1980年5-7月号）
- 雪のジョー王（『別冊ビバプリンセス』1980年8月25日 SUMMER号）[47]
- 倒錯の森（『月刊プリンセス』1980年9月号）
- ラブラブ ラプソディー（『別冊ビバプリンセス』1980年10月25日 AUTUMN号）[48]
- 宝石物語（『別冊ビバプリンセス』1981年1月25日 WINTER号）
- レインボーカラー（『月刊ボニータ』1981年4月号 創刊号）
- セレナ（『別冊ビバプリンセス』1981年4月25日 SPRING号）
- そして誰も死ななくなった（『プリンセスGOLD』1981年5月25日増刊号）
- 春風シンフォニー（『月刊ボニータ』1981年6月号）
- 落とし穴 ピット・フォール（『月刊プリンセス』1981年8月号）
- こわれたタイムマシン（『別冊ビバプリンセス』1981年8月25日 SUMMER号）[49]
- ふざけたヤツら（『月刊ボニータ』1981年9月号）
- ロザリアナの肖像（『別冊ビバプリンセス』1981年10月25日 AUTUMN号）[50]
- 輪廻転生（『月刊プリンセス』1982年2月号）
- たった3分31秒（『月刊ボニータ』1982年3月号）
- なめんなよ!（『月刊プリンセス』1982年4月号）
- シルエット（『月刊プリンセス』1982年6月号）
- すぷりんぐ さんば（『プリンセスGOLD』1982年7月25日増刊号）
- タージ・マハル廟のある町（『プリンセスGOLD』1982年9月25日増刊号）
- 虹色のノクターン（『別冊ビバプリンセス』1982年10月25日 AUTUMN号）
- ちいさなカラの中（東京三世社『SFマンガ競作大全集 PART 17』1983年1月）[51]
- デビュー（『別冊ビバプリンセス』1983年1月25日 WINTER号）
- 水色の航空書簡（『月刊プリンセス』1983年3月号）
- はじめから緒割まで（『別冊ビバプリンセス』1983年4月25日 SPRING号）
- 記憶の鍵（新書館『WINGS (ウィングス)』1983年第5号）
- だんだん馬鹿になってゆく（『Pino(プリンセス増刊号)』創刊号 1983年6月25日プリンセス初夏の増刊号）
- オールナイトでぶっとばせ!（『月刊プリンセス』1983年6月号）
- アトランダム1（『別冊ビバプリンセス』1983年8月25日 SUMMER号）
- ジャックとジル（『プリンセスGOLD』1983年9月25日増刊号）
- ロスからシスコへ（『別冊ビバプリンセス』1983年10月25日 AUTUMN号）
- なよ竹のかぐや姫（『別冊ビバプリンセス』1984年1月25日 WINTER号）[52]
- アガルタ（集英社『ぶ〜け』1984年5月号[53]） - 集英社『ぶ〜け』初登場作品[53]。
- 華物語（集英社『ぶ〜け』1984年8月号[54]）※たつき諒名義
- 時計幻想物語（集英社『ぶ〜け』1984年12月号[55]）
- BLOODY GRASS―血ぬられた草（集英社『ぶ〜け』1985年12月号[56]）
- ERE　Junction（集英社『ぶ〜けデラックス』1986年4月増刊号）
- 誓い（集英社『ぶ〜け』1987年10月号）※たつき諒名義
- そんな馬鹿な（マガジンボックス『月刊パンドラ』1989年7月号）
- 雨月物語（マガジンボックス『月刊パンドラ』1989年8月号）
- ガラス窓（講談社『BE・LOVEミステリー(BE・LOVE増刊号)』1990年3月号）※以下、たつき諒 名義
- さくらのした（講談社『BE・LOVEペア』1990年9月号）
- 奇妙な現実（講談社『月刊少女フレンド サスペンス＆ホラー特集号』1991年9月号増刊号）
- 妹殺し（講談社『月刊少女フレンド サスペンス＆ホラー特集号』1992年1月号増刊号）
- 地下街（講談社『月刊少女フレンド サスペンス＆ホラー特集号』1992年9月号増刊号）
- 怪電波（講談社『月刊少女フレンド サスペンス＆ホラー特集号』1993年1月号増刊号）
- 磁場（スコラ社『恐怖体験』1994年 VOL.3）
- 彷徨う霊達の話（スコラ社『恐怖体験』1994年 VOL.4）
- 闇の中へ（スコラ社『恐怖体験』1994年 VOL.5）
- 霊がいっぱい（スコラ社『恐怖体験』1994年 VOL.7）
- 夢のメッセージ（スコラ社『恐怖体験』1995年 VOL.9）
- 浮遊霊（スコラ社『恐怖体験』1995年 VOL.12）
- もうひとりの自分（スコラ社『恐怖体験』1995年 VOL.14）
- 冥界の壁（スコラ社『恐怖体験』1995年 VOL.19）
- 怪奇夜話（芳文社『ホラーパニック』1995年5号）
- 便所怪談（芳文社『ホラーパニック』1995年6号）
- 登山道で…（芳文社『ホラーパニック』1995年7号）
- 私が見た未来（朝日ソノラマ『ほんとにあった怖い話』1996年9月号)
- 縁の先（朝日ソノラマ『ほんとにあった怖い話』1996年11月号）
- 伝えられたメッセージ先（朝日ソノラマ『ほんとにあった怖い話』1997年3月号）
- 夢の跡（朝日ソノラマ『ほんとにあった怖い話』1997年7月号）
- 白い手（朝日ソノラマ『ほんとにあった怖い話』1998年11月号）
- 私が見た未来 創作裏話「夢のキッカケと現実」（飛鳥新社、2022年3月 書下ろし）

## 単行本リスト

### 秋田書店
- 『人形物語 ドールストーリー』（初版）秋田書店〈プリンセス・コミックス 81〉、1980年4月10日。ISBN 978-4-253-07168-0、全国書誌番号:80031797 。
- 『時の中の少女』（初版）秋田書店〈プリンセス・コミックス〉、1982年3月10日。ISBN 978-4-253-07200-7、全国書誌番号:82046439 。
- 『タージ・マハル廟のある町』（初版）秋田書店〈プリンセス・コミックス〉、1982年11月1日。ISBN 4-253-07222-4、ISBN 978-4-253-07222-9、全国書誌番号:83009872 。
- 『宝石物語』（初版）秋田書店〈プリンセス・コミックス〉、1983年12月10日。ISBN 978-4-253-07255-7、全国書誌番号:84005264 。
- 『水色の航空書簡』（初版）秋田書店〈プリンセス・コミックス〉、1983年7月15日。ISBN 4-253-07238-0、ISBN 978-4-253-07238-0、全国書誌番号:83039929 。

### その他
- 『時計物語―幻像世界』笠倉出版社〈セレクト・コミック〉、1984年11月1日。ISBN 978-4-7730-0105-1。
- 『ロック・セレクション』笠倉出版社〈セレクト・コミック〉、1985年3月1日。ISBN 4-7730-0108-9、ISBN 978-4-7730-0108-2。
- 『だんだん馬鹿になってゆく―マザーグースミステリー』笠倉出版社〈セレクト・コミック 13〉、1985年9月1日。ISBN 4-7730-0126-7、ISBN 978-4-7730-0126-6。
- たつき諒『私が見た未来』朝日ソノラマ〈ほんとにあった怖い話コミックス〉、1999年7月1日。ISBN 4-257-98699-9、ISBN 978-4-257-98699-7 。
  - 復刻・改訂版：たつき諒『私が見た未来 完全版』飛鳥新社、2021年10月1日。ISBN 4-8641-0851-X、ISBN 978-4-8641-0851-5、OCLC 1307024845 。
  - 復刻・改訂版：たつき諒『私が見た未来完全版 + 夢日記帳付き』飛鳥新社、2022年4月1日。ISBN 4-8641-0884-6、ISBN 978-4-8641-0884-3 。
- たつき諒選集
  1. たつき諒『たつき諒選集1 怪奇(Mystery)』飛鳥新社〈たつき諒選集〉、2022年3月14日。ISBN 4-86410-872-2、ISBN 978-4-8641-0872-0、OCLC 1309510534。
  2. たつき諒『たつき諒選集2 幻想(Fantasy)』飛鳥新社〈たつき諒選集〉、2022年3月14日。ISBN 4-86410-873-0、ISBN 978-4-8641-0873-7、OCLC 1307027405。
  3. たつき諒『たつき諒選集3 初恋(Romance)』飛鳥新社〈たつき諒選集〉、2022年3月14日。ISBN 4-86410-874-9、ISBN 978-4-8641-0874-4、OCLC 1309507711。
- 『天使の遺言』文芸社、2025年6月15日。ISBN 4-286-26254-5、ISBN 978-4-286-26254-3。